# Латвийский музей спорта
Латвийский музей спорта (латыш. Latvijas Sporta muzejs) — музей в городе Риге, экспозиция которого посвящена истории развития физической культуры и спорта в Латвии.
Был открыт в 1990 году. В основу собрания музея лёг дар крупного латвийского коллекционера и энтузиаста спортивной истории Волдемара Шмидберга.
Расположен в квартале исторической застройки Старого города, в непосредственной близости от Рижского киномузея и Латвийского музея фотографии.

## История
Идея создания музея спорта родилась в тридцатых годах двадцатого века, когда цирковой атлет Карлис Витолиньш передал свои спортивные награды Волдемару Шмидбергу. Оба энтузиаста предполагали в будущем создать музей или зал спортивной славы.
В 1974 году Шмидберг передал свою коллекцию в дар государству. В 1985 году было принято решение о создании музея спорта, который был открыт 1 января 1990 года под опекой Государственного комитета по физической культуре и спорту Латвийской ССР.
В феврале 1992 года музей переехал в недавно отреставрированный комплекс зданий, расположенный в квартале жилой и хозяйственной застройки Старого города. С 2001 года музей находится по адресу — улица Алксная, 9.
В фондах Латвийского музея спорта более тридцати тысяч единиц хранения. Среди них: медали, кубки, наградные знаки, документы, программы, фотографии, афиши, плакаты, альбомы, спортивный инвентарь и одежда, спортивная атрибутика, аудио и видео материалы, периодические издания. К услугам посетителей открыта библиотека в собрании которой находится литература, посвящённая спортивной тематике.
Для желающих предоставлена возможность получить интересующие их консультации, заказать прослушивание подготовленной специалистами лекции. Сотрудники музея готовят разнообразные выставки, посвящённые памятным событиям, юбилейным датам или персоналиям.

## Музейные выставки

##### Выборочно
- Латвийский спорт в кругу времён
- Скорость. Эмоции. Победы
- Рижскому цирку — 120
- Легенда века. Метатель копья Янис Лусис
- Дорога к вершине. Латвийскому альпинизму — 50
- Афины 2004

## Руководство музея
- Директор музея — Юрис Целминьш
- Главный хранитель музея — Солвита Фреймане
- Специалист отдела хранения — Вероника Кактиня
- Главный специалист научного отдела — Рита Апине

## Адрес
- Рига, ул. Алксная, 9 (Alksnāja iela 9, Rīga, LV-1050, Latvija)